# ابراهیما دیارا
ابراهیما دیارا (انگلیسی: Ibrahima Diarra؛ زادهٔ ۱۶ فوریهٔ ۱۹۷۱) بازیکن فوتبال اهل بورکینافاسو بود.
از باشگاه‌هایی که در آن بازی کرده است می‌توان به باشگاه فوتبال الفتح اشاره کرد.
وی همچنین در تیم ملی فوتبال بورکینافاسو بازی کرده است.